# 울치스키군

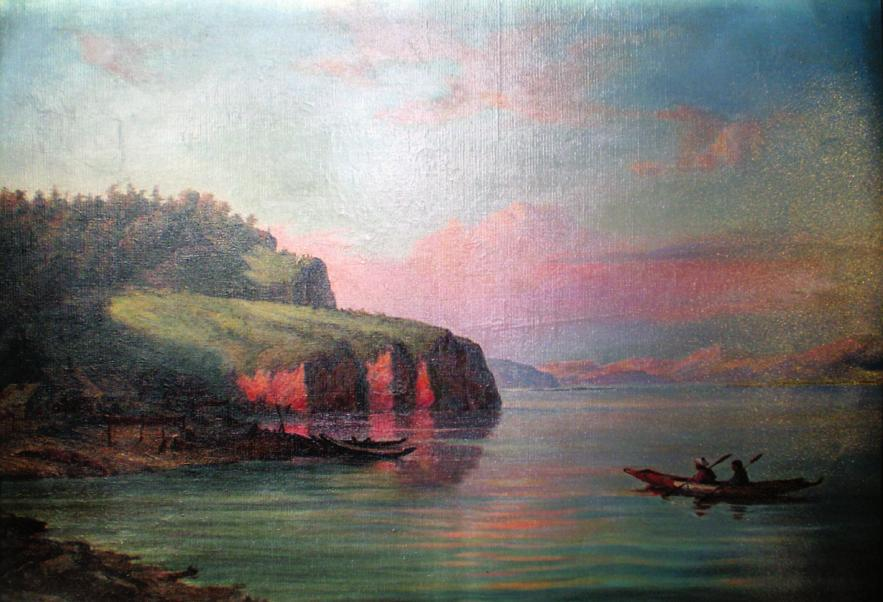

울치스키군(러시아어: У́льчский райо́н)은 하바롭스크 지방에 위치한 군이다. 중심지는 보고로츠코예 마을이다.

## 역사
1933년까지 이 지역에는 볼셰미하일롭스키 군과 울치스코네기달스키 군이 위치해 있었다. 울치스키 군은 1933년에 이 두개의 군이 통합해서 생긴군이었다. 1934년까지 니즈네아무르스키 자치구(중심지는 니콜라옙스크나아무레)가 포함되어 있었다. 

## 지리
울치스키 군은 하바롭스크 지방의 중동부에 위치해 있다.  남쪽은 바닌스키 군과 콤소몰스키 군, 북쪽은 니콜라옙스키 군, 동쪽은 타타르 해협에 접해 있다.

## 인구
2002년에 이곳의 인구는 2만3,930명이었다. 남자는 1만2,157명이고, 여자는 1만1,773명이었다. 2005년 1월 1일에는 2만3,600명이었다.
울치스키 군은 소수 민족이 많이 거주하고 있다. 이곳엔 20개의 소수 민족이 거주하며 울치인, 니브히인, 나나이족, 네기달족, 예벤키인, 우데게이인, 돌간인, 예벤인, 오로치인, 코랴크인, 한티인, 축치인 등이 거주한다.